# Nokia E71
De Nokia E71 is een smartphone uit de Nokia E-serie reeks. Het toestel is in het tweede kwartaal van 2008 geïntroduceerd als de opvolger van de Nokia E61. Opvallend is dat de body en de accudeksel van RVS zijn gemaakt. In plaats van een numeriek toetsenbord is de E71 voorzien van een qwerty- of azerty-toetsenbord.